# The Latin Library
The Latin Library è un sito web che raccoglie testi di pubblico dominio in lingua latina.

## Caratteristiche
I testi provengono da varie fonti: in parte scanditi e formattati da testi a stampa liberi da copyright, in parte scaricati da siti in rete (molti dei quali oggi non più visibili), in parte (specie i più recenti) inviati da contributori volontari di tutto il mondo.
I testi non sono da considerare sostitutivi di edizioni critiche e quindi non possono essere sufficienti per la ricerca accademica. Sono presentati nell'originale in lingua latina, senza alcuna traduzione. Data l'eterogeneità delle fonti in qualche caso utilizzano la grafia filologica (nella assimilazione U/V, per esempio) in altri invece seguono la grafia corrente.

## Storia
Il mantenimento del sito era a opera del suo fondatore William L. Carey, di Fairfax, in Virginia. Il sito fa parte del più ampio Ad Fontes Academy.